# Barota Mihály
Barota Mihály (Bököny, 1922. november 12. – Szentgotthárd, 1995. április 5.) magyar író, újságíró, pedagógus.

## Élete
Apja Barota Mihály kisbirtokos, anyja Kósa Márta volt. Öten voltak testvérek. A nyíregyházai Királyi Katolikus Gimnáziumban végezte középiskolai tanulmányait, majd a budapesti Tanítóképző hallgatója lett. Diplomája megszerzése után a nyírderzsi görög katolikus egyházközségben lett tanító, itt 1942 és 1948 közt tevékenykedett, s a kántori teendőket is ellátta.
1943-ban bevonult, a szovjet frontra került, ahonnan 1945-ban a csapattestét a Dunántúlra, illetve Sopronba vezényelték, ahol az alakulat feloszlott. Katonai rendfokozata karpaszományos őrmester volt. 
1946-ban vette feleségül Darabánt Mártát, egy kislányuk született, Barota Margit. 1950-ben került vissza Nyíregyházára, ahol először a diákotthont vezette, majd tanulmányi felügyelő lett. 1950 szeptemberétől 1954-ig a Megyei Tanács VB. oktatási osztályán volt előadó. 1950-ben belépett az MDP-be, de kulák származása miatt a pártból kizárták. Egerben általános iskolai tanári, Debrecenben középiskolai tanári végzettséget szerzett. 
1954-ben az újságírói pályára lépett, a megyei lap szerkesztőségében kezdett dolgozni. Riporteri, újságírói munkája mellett a lapban rendszeresen publikálta a novelláit is, s még ebben az évben megjelent egy elbeszélése a Debrecenben kiadott Túl a Tiszán című antológiában is (Szigetlakók).
Részt vett az 1956-os forradalomban, több beszédet is mondott a helyi rádióban, emiatt egy év börtönbüntetésre ítélték. Ebből hét hónapot töltött le börtönben, illetve rabkórházban, majd amnesztiában részesült. Szabadulása után nem tudott szakmájában elhelyezkedni, a Gyermek- és Ifjúságvédő Intézetben kapott végül munkát, s csupán 1968-tól taníthatott újra előbb a Kossuth Lajos, később a Bánki Donát Szakközépiskolákban Nyíregyházán. 
Doktori disszertációját néprajzból írta "Túri Sándor élete és munkássága" címmel, 1978-ban avatták doktorrá a Debreceni Egyetemen. 1983-ban ment nyugdíjba, ezután családi okok miatt Szombathelyre költözött. Az 1989. évi XXXVI. törvény alapján ítéletét törölték, az elszenvedett büntetésért kárpótlást kapott. Belépett az MDF-be, a szombathelyi szervezetben tevékenykedett. 1992-ben vette át Arany Diplomáját. Nevét viseli a bökönyi Barota Mihály Óvoda és Általános Iskola.

## Munkái
- Gyermekvédelem Szabolcsban, Nyíregyháza, 1969
- Bölcső és katedra, Nyíregyháza, 1972
- Túri Sándor, Nyíregyháza, 1981 ISBN 963-00-0551-4
- Ház a Mosonyi utcában, Budapest, 1989 ISBN 963-14-1489-2
- Diákélet Pannóniában. Annales, 1990/91. Életképek, fabulák, krónikák, arcképvázlatok; Táncsics Mihály Középiskolai Fiúkollégium, Szombathely, 1991 ISBN 963-04-1257-8
- Turi, a néptanító, Pedagógiai műhely, 1991
- Szigetlakók, Nyíregyháza, 1992 ISBN 963-04-2099-6
- Híradás a végekről; Váci Mihály, Városi Művelődési Központ, Nyíregyháza, 1994 ISBN 963-04-5020-8